# Tres Isletas
Tres Isletas es una ciudad y municipio argentina, ubicada en el centro-norte de la provincia del Chaco. Es cabecera y único municipio del departamento Maipú.
Dentro del ejido municipal se encuentran las poblaciones de Villa Rural Carlos Palacios, La Matanza, El 42 y El 71.

## Infraestructura
Cuenta con un hospital y un centro de salud. La agencia regional del INTA fue fundada en 1965. 

## Vías de comunicación
La principal vía de acceso es la Ruta Nacional 95, que la comunica por asfalto al norte con Zaparinqui y Juan José Castelli, y al sur con Presidencia Roque Sáenz Peña y la provincia de Santa Fe. La ruta provincial 9 también pavimentada la vincula al este con Las Garcitas y luego con Colonias Unidas. Las demás rutas son de tierra: la provincial 46 que la comunica al sudoeste con Concepción del Bermejo y la provincial 27 que hace lo propio con Avia Terai.
Las vías del ferrocarril General Manuel Belgrano la atraviesan de norte a sur pero se hallan a 2009 sin actividad.

## Clima
Clima semitropical continental, con precipitaciones superiores en verano y seco en invierno.La temperatura media anual es de 21 °C. En verano la media es alrededor de 25 °C y el invierno una media alrededor de 15 °C. Los vientos predominantes son los alisios provenientes del NE, SE y E. El promedio anual de lluvias es de casi 1000mm.

## Población
En el censo de 2022 se contabilizaron 21 170 habitantes en la zona urbana, y 26 416 en todo el municipio. En 2010 la población era de 16 976 en la zona urbana, por lo que hubo un incremento del 24%.
| Gráfica de evolución demográfica de Tres Isletas entre 1991 y 2022 |
|                                                                    |
| Fuente: Censos nacionales del INDEC                                |

## Parroquias de la Iglesia católica en Tres Isletas
| Diócesis  | San Roque de Presidencia Roque Sáenz Peña |
| --------- | ----------------------------------------- |
| Parroquia | Nuestra Señora de Luján                   |